# نانسي كينغ
نانسي كينغ (بالإنجليزية: Nancy King) هي عازفة الجاز ومغنية أمريكية، ولدت في 15 يونيو 1940 في يوجين في الولايات المتحدة.

## وصلات خارجية
- الموقع الرسمي
- نانسي كينغ على موقع ميوزك برينز (الإنجليزية)
- نانسي كينغ على موقع أول ميوزيك (الإنجليزية)
- نانسي كينغ على موقع ديسكوغز (الإنجليزية)